# Conclaaf van 1304-1305
Het conclaaf van 1304-1305 volgde op de dood van paus Benedictus XI op 7 juli 1304.

## Voorgeschiedenis
Benedictus XI’s pontificaat stond in het teken van het herstel van de relaties met Frankrijk en de Romeinse familie Colonna. Deze waren door het optreden van Benedictus’ voorganger Bonifatius VIII danig verstoord; de Franse koning Filips IV was zelfs door de paus geëxcommuniceerd.
Door de strijd die uitbrak in Rome tussen de rivaliserende families Orsini en Colonna was Benedictus genoodzaakt de stad te verlaten en zich in Perugia te vestigen. Benedictus’ pontificaat zou slechts 8 maanden duren. Na zijn dood ging het gerucht de ronde, dat hij vergiftigd zou zijn door Guillaume de Nogaret, een raadgever van de Franse koning.

## Conclaaf
Voor het conclaaf waren negentien kardinalen. Twee leden van de familie Colonna, Giacomo en Pietro, die door paus Bonifatius VIII uit hun ambt waren gezet, waren nog niet gerehabiliteerd en hadden daardoor geen stemrecht. Tijdens het conclaaf moesten vier van de kardinalen vanwege ziekte vertrekken. Hierdoor werd het kiescollege teruggebracht tot vijftien.
Het conclaaf begon op 10 juli 1304 in de San Lorenzo kathedraal van Perugia. Het kiescollege was opnieuw verdeeld in twee facties: een pro-Franse en een pro-Italiaanse. Verdeeldheid bestond er zelfs binnen de kardinalen van de familie Orsini; Napoleone Orsini had de zijde van de Franse factie gekozen wat op felle kritiek stuitte van Matteo Rosso Orsini. Deze laatste zou echter een van de vier kardinalen zijn die het conclaaf vanwege ziekte moest verlaten.
In februari 1305 trachtte ook Karel II van Napels de kardinalen te dwingen tot een verkiezing te komen. Omdat geen van de kardinalen in staat bleek een 2/3 meerderheid achter zich te scharen, werd besloten een kandidaat van buitenaf te zoeken. De keuze viel uiteindelijk op Bertrand de Got, een jongere broer van de in 1297 overleden kardinaal Bérard de Got. Bertrand was aartsbisschop van Bordeaux, een gebied dat op dat moment Engels bezit was. Bertrand was echter een persoonlijke vriend van Filips IV van Frankrijk en zijn benoeming leek hij daaraan te danken hebben.
Met instemming van twee derde van de kardinalen werd Bertrand op 5 juni 1305 gekozen. Door zijn verkiezing tot het pausschap was Bertrand sinds 1061 de zevende paus, die op het moment van benoeming geen kardinaal was.

## Nasleep
Omdat Bertrand de Got op het moment van het conclaaf niet in Perugia was, werd hij uitgenodigd om naar Rome te komen om daar gekroond te worden. Op verzoek van Bertrand zou echter de kroning op 14 november 1305 plaatsvinden in Lyon, Frankrijk, en uitgevoerd worden door kardinaal Napoleone Orsini. Bertrand nam de naam Clemens V aan.
Toen Clemens V zich vanaf 1309 met zijn hof in Avignon vestigde, begon de periode die in de geschiedenis bekend werd als de Babylonische ballingschap der pausen (1309-1377). Van 1305 tot aan 1309 was het pauselijk hof afwisselend gevestigd in Bordeaux, Poitiers en Toulouse.